# Caprella californica
Caprella californica är en kräftdjursart som beskrevs av William Stimpson 1857. Caprella californica ingår i släktet Caprella och familjen Caprellidae. Inga underarter finns listade i Catalogue of Life.